# 劉釗 (1919年)
刘钊（1919年—1970年），原名刘振武，字右斌，中共党员，中国政治人物。1919年出生于山东省肥城县城里（今山东省肥城市老城街道）。1937年卢沟桥事件爆发后，刘钊放弃学业返回肥城组织抗日活动，次年加入中国共产党并担任中共肥城县委宣传部部长等职务。在1938年平阿山区的一次战斗中，八路军一支部队遭到日军包围，当时任连指导员的刘钊带领一个班夺回山头，使八路军突围成功。1945年，刘钊任中共泰安县县委书记。1949年2月随解放军南下，到贵州平坝县担任县委书记。1952年之后，先后担任中共贵州省委宣传部长、省委秘书长。1955年，他被认定为反党分子而被下放劳动，此时他已经患有严重高血压，口鼻出血。文化大革命期间，刘钊又遭到批斗。1970年，刘钊因病情加重逝世。1984年，中共贵州省委为刘钊平反。:218-219